# The Fall (album de Norah Jones)
Pour les articles homonymes, voir The Fall.
Albums de Norah Jones
Not Too Late
(2007) ...Featuring
(2010)
Singles
1. Chasing Pirates
Sortie : 13 octobre 2009
2. Young Blood
Sortie : 16 février 2010
3. It's Gonna Be
Sortie : avril 2010

The Fall est le quatrième album studio de la chanteuse Norah Jones, sorti le 11 novembre 2009 chez Blue Note.
L'album est entré à la troisième place du classement Billboard 200, se vendant à 180 000 exemplaires lors de la première semaine. En août 2012, l'album s'était vendu à plus de trois millions d'exemplaires dans le monde.

## Histoire

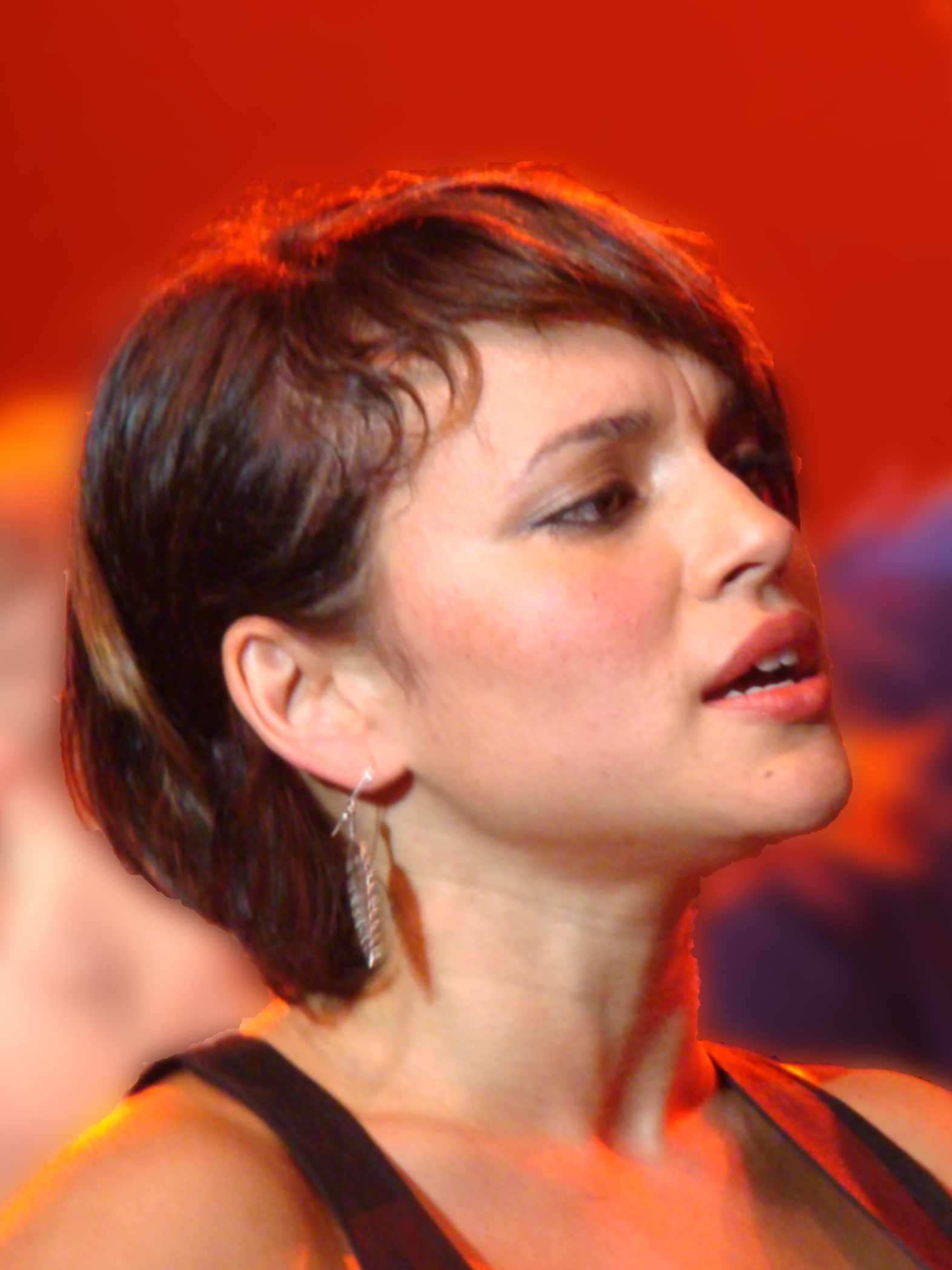
La chanteuse Norah Jones en concert au North Sea Jazz Festival, en juillet 2010.

Le site officiel de Norah Jones a déclaré qu'elle « avait pris une nouvelle orientation musicale sur The Fall, en expérimentant avec différents sons et une nouvelle série de collaborateurs », y compris Jacquire King (en), un producteur et ingénieur qui a notamment travaillé avec Kings of Leon, Tom Waits, et Modest Mouse, entre autres. Jones a également fait appel à plusieurs auteurs-compositeurs, y compris Ryan Adams et Okkervil River Will Sheff, ainsi que Jesse Harris.
Jacquire King a également aidé Jones à mettre sur pied un nouveau groupe de musiciens pour jouer sur l'album : les batteurs Joey Waronker (en), James Gadson, le claviériste James Poyser (en), les guitaristes Marc Ribot, Smokey Hormel, Workman Lyle et Peter Atanasoff et les bassistes Frank Howard Swart et Dave Wilder.
La pochette de l'album représente Norah en robe blanche entouré de chiens ; le cliché a été réalisé par le photographe Autumn de Wilde.

## Singles et promotion
Plusieurs singles sont extraits de l'album :
- Le premier single, Chasing Pirates, est sorti le 13 octobre 2009 ;
- Young Blood est sorti en tant que deuxième single en Amérique du Nord, en Europe (à l'exception du Royaume-Uni) et au Japon. Le clip vidéo a été mis à disposition sur iTunes le 30 mars 2010. La chanson atteint la 33e place du Japan Hot 100[2] ;
- Stuck est sorti en tant que single promotionnel le 5 mars 2010 au Royaume-Uni, en téléchargement numérique uniquement et en CD single promotionnel[3],[4] ;
- It's Gonna Be est sorti en tant que troisième single de l'album en Amérique du Nord en avril 2010. Il s'est classé dans le classement Billboard Adult Alternative Airplay et atteint la 11e place du classement radio américain en avril 2010. Norah Jones a interprété la chanson à la télévision lors de l'émission The Ellen DeGeneres Show[5].

## Accueil critique
The Fall a reçu un accueil généralement positif de la part des critiques musicaux. Sur le site Metacritic, qui attribue une note normalisée sur 100 aux critiques, l'album obtient une note moyenne de 73 sur 100, ce qui indique des « critiques généralement favorables » sur la base de 22 critiques.

## Liste des chansons
Toutes les chansons sont écrites et composées par Norah Jones, sauf indication contraire.
| 1.    | Chasing Pirates     |                                   | 2:40 |
| 2.    | Even Though         | - Jones - Jesse Harris            | 3:52 |
| 3.    | Light as a Feather  | - Jones - Ryan Adams              | 3:52 |
| 4.    | Young Blood         | - Jones - Mike Martin             | 3:38 |
| 5.    | I Wouldn't Need You |                                   | 3:30 |
| 6.    | Waiting             |                                   | 3:31 |
| 7.    | It's Gonna Be       |                                   | 3:11 |
| 8.    | You've Ruined Me    |                                   | 2:45 |
| 9.    | Back to Manhattan   |                                   | 4:09 |
| 10.   | Stuck               | - Jones - Will Sheff              | 5:15 |
| 11.   | December            |                                   | 3:05 |
| 12.   | Tell Yer Mama       | - Jones - Harris - Richard Julian | 3:25 |
| 13.   | Man of the Hour     |                                   | 2:56 |
| 45:49 |                     |                                   |      |

| 14. | Her Red Shoes | 3:14 |
| 15. | Can't Stop    | 4:02 |

| 1. | It's Gonna Be                           |                             | 3:25 |
| 2. | Waiting                                 |                             | 3:33 |
| 3. | You've Ruined Me                        |                             | 2:56 |
| 4. | Jesus, etc. (reprise de Wilco)          | - Jay Bennett - Jeff Tweedy | 3:46 |
| 5. | Cry! Cry! Cry! (reprise de Johnny Cash) | Johnny Cash                 | 3:15 |
| 6. | Strangers (reprise des Kinks)           | Dave Davies                 | 3:35 |

## Crédits
Musiciens
- Norah Jones – chant, piano, piano électrique Wurlitzer (1, 7), guitare acoustique (3, 4, 9), guitare électrique (3–6, 8, 10, 12), piano bastringue (9), glockenspiel (6)
- John Kirby – synthétiseur (1–3, 10 cordes), piano bastringue (1), piano (2, 10), Casio (3)
- James Poyser – Wurlitzer (1), orgue (8)
- Matt Stanfield – programmation (1, 11), synthétiseur (11)
- Zac Rae – synthétiseur (3), Rhodes, vibraphone, marimba (4), orgue (5, 9, 12), Marxophone (8), clavinet (12)
- Sam Cohen – guitare électrique (1, 5, 9)
- Smokey Hormel – guitare électrique (1)
- Peter Atanasoff – guitare électrique (2, 7, 10)
- Sasha Dobson – guitare acoustique (3)
- Lyle Workman – guitare acoustique (4), guitare électrique (12)
- Marc Ribot – guitare électrique (8, 10), banjo (10)
- Jon Graboff – guitare pedal steel (9)
- Frank Howard Swart – basse (1, 8)
- Dave Wilder – basse (2, 3, 10)
- Gus Seyffert – basse (4, 5, 9, 12)
- Catherine Popper – basse (6)
- Tony Scherr – basse (7)
- Marco Giovino – batterie (1, 8)
- Robert Di Pietro – batterie (1 additionel, 6, 7)
- Pete McNeal – batterie (2, 3, 10)
- Joey Waronker – batterie (4, 12)
- James Gadson – batterie (9)
- Will Sayles – percussion (2–4, 7)
- Mike Martin – chœurs (4)

Sur Live at The Living Room
- Norah Jones – chant, piano (2, 3, 6), piano électrique Wurlitzer (1), guitare électrique (4, 5)
- Sasha Dobson – guitare électrique (1–3), guitare acoustique (4–6), chœurs
- Smokey Hormel – guitare électrique
- Gus Seyffert – basse (exc. 6), guitare acoustique (6), chœurs
- Greg Wieczorek – batterie (exc. 5)

Production
- Jacquire King (en) – producteur, enregistrement, mixage
- Brad Bivens – enregistrement additionnel
- Brian Thorn, Morgan Stratton – assistants
- Tom Schick – production additionnelle (6, 9), ingénieur additionnel (3, 6, 9, 11), mixage (Live at The Living Room)
- Jon Stinson – assistant au mixage
- Stephen Clemmer, Jimi Zhivago – ingénieurs du son (Live at The Living Room)
- Steven Ha – mixage audio en direct (Live at The Living Room)
- David Schoenwetter, Chris Allen – assistants au mixage (Live at The Living Room)
- Greg Calbi (en) – mastering
- Autumn de Wilde – photographie
- Gordon H. Jee – direction créative
- Frank Harkins – direction artistique, conception

## Classements et certifications
| Classement (2009–2010)             | Meilleure position |
| ---------------------------------- | ------------------ |
| Australie (ARIA)                   | 17                 |
| Australie (Jazz & Blues Albums)    | 1                  |
| Autriche (Ö3 Austria Top 40)       | 3                  |
| Belgique (Flandre Ultratop)        | 3                  |
| Belgique (Wallonie Ultratop)       | 1                  |
| Canada (Canadian Albums)           | 3                  |
| Danemark (Tracklisten)             | 9                  |
| Écosse (OCC)                       | 27                 |
| Espagne (Promusicae)               | 15                 |
| États-Unis (Billboard 200)         | 3                  |
| États-Unis (Top Rock Albums)       | 1                  |
| Europe (European Top 100 Albums)   | 3                  |
| Finlande (Suomen virallinen lista) | 21                 |
| France (SNEP)                      | 5                  |
| Allemagne (Media Control AG)       | 3                  |
| Grèce (IFPI)                       | 5                  |
| Hongrie (Mahasz)                   | 17                 |
| Irlande (IRMA)                     | 20                 |
| Italie (FIMI)                      | 17                 |
| Japon (Oricon)                     | 6                  |
| Mexique (Top 100 Mexico)           | 67                 |
| Nouvelle-Zélande (RIANZ)           | 10                 |
| Norvège (VG-lista)                 | 14                 |
| Pays-Bas (Mega Album Top 100)      | 5                  |
| Pologne (ZPAV)                     | 9                  |
| Portugal (AFP)                     | 7                  |
| Tchéquie (IFPI)                    | 3                  |
| Suède (Sverigetopplistan)          | 2                  |
| Suède (Jazz Albums)                | 1                  |
| Suisse (Schweizer Hitparade)       | 1                  |
| Royaume-Uni (UK Albums Chart)      | 24                 |
| Royaume-Uni (Jazz & Blues Albums)  | 1                  |

| Classement (2009)               | Position |
| ------------------------------- | -------- |
| Australie (Jazz & Blues Albums) | 4        |
| Belgique (Flandre Ultratop)     | 61       |
| Belgique (Wallonie Ultratop)    | 59       |
| Danemark (Hitlisten)            | 37       |
| France (SNEP)                   | 42       |
| Pays-Bas (Album Top 100)        | 64       |
| Pologne (ZPAV)                  | 66       |
| Suède (Sverigetopplistan)       | 60       |
| Suisse (Schweizer Hitparade)    | 43       |

| Classement (2010)                | Position |
| -------------------------------- | -------- |
| Australie (Jazz & Blues Albums)  | 6        |
| Autriche (Ö3 Austria)            | 66       |
| Belgique (Flandre Ultratop)      | 36       |
| Belgique (Wallonie Ultratop)     | 19       |
| Canada (Billboard)               | 21       |
| États-Unis (Billboard 200)       | 28       |
| États-Unis (Top Rock Albums)     | 2        |
| Europe (European Top 100 Albums) | 29       |
| France (SNEP)                    | 107      |
| Pays-Bas (Album Top 100)         | 81       |
| Suisse (Schweizer Hitparade)     | 44       |

| Classement (2011)               | Position |
| ------------------------------- | -------- |
| Australie (Jazz & Blues Albums) | 47       |

| Classement (2012)               | Position |
| ------------------------------- | -------- |
| Australie (Jazz & Blues Albums) | 47       |

### Certifications
| Région                                                               | Certification | Ventes/Streams |
| -------------------------------------------------------------------- | ------------- | -------------- |
| Allemagne (BM)                                                       | Or            | 100 000^       |
| Argentine (ACPVP)                                                    | Platine       | 40 000x        |
| Australie (ARIA)                                                     | Or            | 35 000^        |
| Autriche (IFPI)                                                      | Or            | 10 000x        |
| Belgique (BEA)                                                       | Platine       | 30 000*        |
| Canada (Music Canada)                                                | Platine       | 80 000^        |
| Danemark (IFPI)                                                      | Or            | 15 000^        |
| États-Unis (RIAA)                                                    | Platine       | 1 000 000^     |
| France (SNEP)                                                        | Platine       | 100 000*       |
| Hongrie (Mahasz)                                                     | Or            | 3 000x         |
| Italie (FIMI)                                                        | Or            | 30 000*        |
| Japon (RIAJ)                                                         | Or            | 100 000^       |
| Nouvelle-Zélande (RMNZ)                                              | Or            | 7 500^         |
| Pologne (ZPAV)                                                       | Platine       | 20 000*        |
| Royaume-Uni (BPI)                                                    | Or            | 100 000^       |
| *Ventes selon la certification ^Mise en rayon selon la certification |               |                |